# VK Dudzele
VK Dudzele is een Belgische voetbalclub uit Dudzele, een deelgemeente van Brugge. De club is aangesloten bij de Koninklijke Belgische Voetbalbond met stamnummer 9283 en heeft wit-blauw als kleuren. Dudzele is actief in de provinciale reeksen.

## Geschiedenis
De club ontstond op 20 februari 1995 als Voetbal Klub Dudzele onder impuls van Wilfried Callant, Luc Ongenae en Wilfried Snauwaert, onder het toeziende oog van de toenmalige voorzitter van VK Dudzele (amateurvoetbal), Freddy Huys. VK Dudzele werd gesplitst in een provinciale vereniging en een amateurvereniging. Er werd gestart met een eerste elftal, beloften en twee jeugdploegen, namelijk preminiemen en duiveltjes. Het terrein werd met de steun van Stad Brugge aangepast naar de normen van de KBVB en op 3 september 1995 werd de eerste competitiewedstrijd gespeeld in Vierde Provinciale B tegen VV Sijsele (uitslag 3-3). Dit eerste seizoen waren nog twee bestuursleden actief bezig met het eerste elftal. Wilfried Callant was als bestuurslid immers ook nog trainer en de Luc Van Torre was niet alleen secretaris en gerechtigde correspondent, maar ook speler bij het eerste elftal. Het eerste seizoen werd afgesloten op de 16de en laatste plaats.
Wilfried Callant werd opgevolgd door Norbert Devestele, die gedurende drie seizoen aan het roer stond bij het eerste elftal. Na drie maanden in het seizoen 1999-2000 hield hij het voor bekeken en werd opgevolgd door Jan Ryde. Hij sloot het seizoen af met een 14de plaats. Na enkele geslaagde transfers begon VK Dudzele met ambitie aan het seizoen. Er werd tot de laatste wedstrijd gestreden voor de titel en uiteindelijke strandde Dudzele op de tweede plaats. Na het spelen van de eindronde, winst tegen Zeehaven Zeebrugge en verlies tegen VV Westkapelle, kon VK Dudzele toch promoveren als beste tweede uit Vierde Provinciale. Het volgende seizoen werd beschouwd als een overgangsseizoen. De kern werd behouden en een plaats in de middenmoot was de ambitie. Het liep totaal verkeerd af. Op de voorlaatste speeldag werd VK Dudzele kampioen op het veld van Lichtervelde, met een nieuwe promotie als gevolgd. In Tweede Provinciale kreeg de club het echter zowel sportief als financieel moeilijk. Het eerste seizoen kon men de degradatie nog vermijden, maar in het tweede seizoen werd de degradatie onvermijdelijk. Op het bestuursvlak kon men de ambitie van de trainer niet meer volgen en werd besloten in zee te gaan met Ludo Deschepper. Met beperktere bemiddelen kon de ploeg zich handhaven in Derde Provinciale, na het spelen van testwedstrijden tegen Lauwe en Zarren.
Op 30 april 2005 vierde de club zijn 10-jarig bestaan. De ontnuchtering kwam er echter op 16 mei 2005, toen alle spelers hun C4 krijgen wegens het opdoeken van het eerste elftal. De voorzitter (tevens hoofdsponsor) en drie andere bestuursleden dienden hun ontslag in en het voortbestaan van VK Dudzele kwam in het gedrang.
Onder impuls van Guido Devos, Xavier Devisch, Ivan Vandommele en Luc Van Torre werd de jeugd van VK Dudzele gevrijwaard en werden alle activiteiten verder gezet zonder het eerste elftal. Na een tweetal jaar zonder eerste elftal werd op 1 juli 2007 opnieuw in Vierde Provinciale gestart onder leiding van Jimmy Van Loo.
Na drie seizoenen werd Jimmy Van Loo opgevolgd door Johnny Deryckere. Tijdens het seizoen 2011-2012 behaalde VK Dudzele na de heropstart opnieuw de eindronde voor eventuele promotie naar derde provinciale. In 2017 werd Johnny Deryckere de nieuwe voorzitter en kwam Dany Couvreur aan het roer. Tijdens het seizoen 2021-2022 haalde VKD de kampioenschapstitel binnen en promoveerde het opnieuw naar derde provinciale. Het seizoen erop degradeerde VK Dudzele terug naar vierde. Dany Couvreur vertrok na 6 seizoen en werd opgevolgd door Soren Maenhout als T1. Op 1 januari 2024 verlaat voorzitter Johnny Deryckere het team om zich te huisvesten in het Franse Zuiden.